# Khailār
Khailār är en ort i Indien.   Den ligger i delstaten Madhya Pradesh, i den centrala delen av landet, 400 km söder om huvudstaden New Delhi. Khailār ligger 271 meter över havet och antalet invånare är 13 334.
Terrängen runt Khailār är platt. Runt Khailār är det tätbefolkat, med 591 invånare per kvadratkilometer. Närmaste större samhälle är Jhānsi, 13,9 km norr om Khailār. Trakten runt Khailār består till största delen av jordbruksmark.